# Patricio Moreno Ruiz
Patricio Moreno Ruiz (Don Benito, provincia de Badajoz, Extremadura, España, 21 de marzo de 1977) es un exfutbolista y técnico español. Actualmente es el segundo entrenador de José Bordalás en el Getafe CF.

## Trayectoria
Patri es un centrocampista que se desenvuelve en el terreno de juego por la izquierda. Posee amplia experiencia en Segunda B, y ha jugado en Segunda División con el Poli Ejido, Almería y Hércules. Antes de jugar en el Alicante lo hizo en el Don Benito y Extremadura. En la temporada 2004/05 jugó 25 encuentros de liga con el Hércules, logrando el ascenso a Segunda División. En la temporada 2005/06 jugó 8 partidos en Segunda, mayormente tras la llegada de Pepe Bordalás al banquillo, con quien coincidió también en el Alicante y Alcoyano.
Tras su paso por el Águilas, fichó en 2007 por el Alcoyano, con el que consiguió en la temporada 2008/09 el campeonato del Grupo III de Segunda B y la disputa de la promoción de ascenso contra el Cartagena.
Actualmente es el segundo entrenador de José Bordalás en el Valencia, puesto que ya ocupó en el Getafe CF

## Clubes
| Club                                                 | País   | Año       |
| ---------------------------------------------------- | ------ | --------- |
| Alicante CF                                          | España | 2000-2002 |
| Polideportivo Ejido                                  | España | 2002-2003 |
| UD Almería                                           | España | 2003      |
| Polideportivo Ejido                                  | España | 2003-2004 |
| Hércules CF                                          | España | 2004-2006 |
| Águilas CF                                           | España | 2006-2007 |
| CD Alcoyano                                          | España | 2007-2009 |
| Club Deportivo Don Benito                            | España | 2009-2010 |
| Elche CF                                             | España | 2010      |
| Agrupación Deportiva Cerro de Reyes Badajoz Atlético | España | 2010      |
| Club Deportivo Don Benito                            | España | 2011-2016 |

## Palmarés

### Campeonatos nacionales
| Título                               | Club        | País   | Año       |
| ------------------------------------ | ----------- | ------ | --------- |
| Campeón Grupo VI de Tercera División | Alicante CF | España | 2000-2001 |
| Campeón Grupo III de Segunda B       | CD Alcoyano | España | 2008-2009 |

- Subcampeón de Segunda División B (Grupo III) y ascenso a Segunda División con el Hércules CF (2004/05).